# Denis Ménochet
Denis Ménochet (Enghien-les-Bains, 18 de setembre de 1976) és un actor francès, més conegut per les seves participacions en pel·lícules com Hannibal Rising, Maleïts malparits, Robin Hood, Forces spéciales i As bestas.

## Biografia[calcitació]
Va néixer en Enghien-els-Bains (França), però es va criar en Feucherolles.
És molt bon amic de l'actor francès Raphaël Personnaz.

## Carrera
En el 2003 va aparèixer com a convidat en la sèrie francesa La crème de Camera Cafè on va interpretar a Patrick en l'episodi "Le syndrome de Stokholm", aquest mateix any va interpretar al germà André durant l'episodi "Le grand soir".
En el 2007 va interpretar al cap de la policia en la pel·lícula Hannibal Rising.
Aquest mateix any va interpretar al periodista de Orly en la pel·lícula La vida en rosa protagonitzada per Marion Cotillard.
En el 2009 es va unir a la pel·lícula Inglourious Basterds on va interpretar a Perrier LaPadite, el lleter francès que traeix a la família jueva després de ser interrogat pels nazis.
En el 2010 va interpretar al soldat Adhemar en la pel·lícula Robin Hood.
Aquest mateix any va aparèixer en la pel·lícula La rafle on va donar vida a Corot, el comandant de Beaune-la-Rolande.
En el 2011 es va unir a l'elenc principal de la pel·lícula Forces spéciales on va interpretar al capità Lucas, un membre del grup de les forces especials franceses. Lucas mor després de rebre un tret d'un dels homes d'Ahmed Zaief (Raz Degan).

## Filmografia

### Pel·lícules
| Any  | Títol                                      | Personatge       | Notes |
| ---- | ------------------------------------------ | ---------------- | --- |
| 2022 | Chien Blanc                                | Romain Gary      | |
| 2022 | As bestas                                  | Antoine          | |
| 2021 | Peter von Kant                             | Peter von Kant   | |
| 2021 | The French Dispatch                        | Funcionari presó | |
| 2021 | The Mauritanian                            |                  | |
| 2019 | Alexandre                                  | François         | al costat de Melvil Poupaud, Swann Arlaud, Josiane Balasko i Éric Caravaca                                |
| 2019 | Només les besties                          |                  | |
| 2018 | Grâce à Dieu                               | François Debord  | |
| 2018 | L'Empereur de Paris                        | -                | al costat de Olga Kurylenko, Vincent Cassel, August Diehl i Freya Mavor                                   |
| 2018 | Old Boys                                   | Babinot          | |
| 2018 | Maria Magdalena                            | Daniel           | Rooney Mara, Joaquin Phoenix, Chiwetel Ejiofor, Tahar Rahim, Tchéky Karyo i Ryan Corr                     |
| 2018 | Entebbe                                    | Jacques Le Moine | al costat de Rosamund Pike, Daniel Brühl, Lior Ashkenazi, Eddie Marsan i Ben Schnetzer                    |
| 2017 | Jusqu'à la garde                           | Antoine Besson   | al costat de Léa Drucker, Thomas Gioria, Mathilde Auneveux i Jean-Marie Winling                           |
| 2016 | Assassin's Creed                           | McGowan          | |
| 2016 | Miracle on Canary Wharf                    | Santa            | curt |
| 2016 | La danseuse                                | Ruben            | al costat de Stéphanie Sokolinski, Gaspard Ulliel, Mélanie Thierry, Lily-Rose Depp i François Damiens     |
| 2015 | The Program                                | Johan Bruyneel   | al costat de Ben Foster, Lee Pace, Jesse Plemons, Guillaume Canet, Chris O'Dowd i Edward Hogg             |
| 2014 | Norfolk                                    | Hombre           | al costat de Barry Keoghan, Olegar Fedoro, Jason Beeston i Eileen Davies                                  |
| 2014 | Ablations                                  | Pastor Cartalas  | al costat de Virginie Ledoyen, Florence Thomassin, Yolande Moreau, Philippe Nahon i Serge Riaboukine      |
| 2014 | T'étais où quand Michael Jackson est mort? | -                | curt - al costat de Tarek Boudali, Tony Harrisson, Johan Libéreau i Élodie Navarre                        |
| 2013 | Faim de vie                                | -                | curt - al costat de François Berléand, Eriq Ebouaney, Alexandra Genoves i Jean-Pierre Martins             |
| 2013 | Eyjafjallajökull                           | Ezéchiel         | al costat de Valérie Bonneton, Dany Boon, Albert Delpy, Bérangère McNeese i Jochen Hägele                 |
| 2013 | Nos héros sont morts ce soir               | Victor           | al costat de Jean-Pierre Martins, Constance Dollé, Pascal Demolon i Alice Barnole                         |
| 2013 | Grand Central                              | Toni             | al costat de Tahar Rahim, Léa Seydoux, Olivier Gourmet i Johan Libéreau                                   |
| 2013 | Just a Sigh                                | Antoine          | al costat de Emmanuelle Devos, Gabriel Byrne, Gilles Privat, Aurélia Petit i Laurent Capelluto            |
| 2013 | Avant que de tout perdre                   | Antoine          | curt - al costat de Léa Drucker, Anne Benoît, Miljan Chatelain y Mathilde Auneveux                        |
| 2012 | A la casa (Dans la maison)                 | Rapha Artole     | al costat de Fabrice Luchini, Ernst Umhauer, Kristin Scott Thomas, Emmanuelle Seigner i Yolande Moreau    |
| 2012 | Je me suis fait tout petit                 | Yvan Le Doze     | al costat de Vanessa Paradis, Léa Drucker, Laurent Lucas i Laurent Capelluto                              |
| 2011 | Les Adoptés                                | Alex             | al costat de Marie Denarnaud, Clémentine Célarié, Mélanie Laurent i Théodore Maquet-Foucher               |
| 2011 | Forces spéciales                           | Lucas            | al costat de Diane Kruger, Djimon Hounsou, Benoît Magimel, Raphaël Personnaz i Tchéky Karyo               |
| 2011 | Le Skylab                                  | Tonton Roger     | al costat de Emmanuelle Riva, Eric Elmosnino, Julie Delpy, Aure Atika i Jean-Louis Coulloc'h              |
| 2010 | Joseph et la fille                         | Franck           | al costat de Jacques Dutronc, Hafsia Herzi, Aurélien Recoing i Thierry Gibault                            |
| 2010 | Pieds nus sur les limaces                  | Pierre           | al costat de Diane Kruger, Ludivine Sagnier, Stanley Weber, Brigitte Catillon i Jean-Pierre Martins       |
| 2010 | Robin Hood                                 | Adhemar          | al costat de Russell Crowe, Cate Blanchett, Mark Strong, Oscar Isaac, Kevin Durand i Danny Huston         |
| 2010 | La rafle                                   | Corot            | al costat de Mélanie Laurent, Jean Reno, Gad Elmaleh, Sylvie Testud & Anne Brochet                        |
| 2009 | Maleïts malparits                          | Perrier LaPadite | al costat de Brad Pitt, Christoph Waltz, Mélanie Laurent, Diane Kruger, Michael Fassbender & Daniel Brühl |
| 2009 | Je te mangerais                            | Yves             | al costat de Judith Davis, Marc Chapiteau, Fabienne Babe & Isild Le Besco                                 |
| 2009 | L'école du pouvoir                         | Interno          | al costat de Robinson Stévenin, Élodie Navarre, Céline Sallette & Thibault Vinçon                         |
| 2008 | La très très grande entreprise             | Gilles           | al costat de Roschdy Zem, Marie Gillain, Jean-Paul Rouve & Adrien Jolivet                                 |
| 2008 | Coco Chanel                                | -                | al costat de Barbora Bobulova, Brigitte Boucher, Malcolm McDowell, Jean-Claude Dreyfus & Cécile Cassel    |
| 2008 | À sa place                                 | Jean-Michel      | ccurt - al costat de Delphine Benattard, Caroline de Bon & Lise Schreiber                                 |
| 2007 | Rendez-moi justice                         | Gilbert Jourdan  | al costat de Laurent D'Olce, Régis Royer, Frédéric Bocquet & François Toumarkine                          |
| 2007 | La disparue de Deauville                   | Jean-Luc         | al costat de Christopher Lambert, Sophie Marceau, Nicolas Briançon & Simon Abkarian                       |
| 2007 | J'ai plein de projets                      | -                | curt - al costat de Karim Adda, Julien Boisselier, Gilles Lellouche, Jean-Pierre Cassel & Léa Drucker     |
| 2007 | Ma place au soleil                         | -                | al costat de Nicole Garcia, Jacques Dutronc, André Dussollier, François Cluzet & Valeria Golino           |
| 2007 | La vida en rosa (La Môme)                  | Periodista       | al costat de Marion Cotillard, Sylvie Testud, Emmanuelle Seigner, Gérard Depardieu & Clotilde Courau      |
| 2007 | Hannibal Rising                            | Cap de policía   | al costat de Gaspard Ulliel, Gong Li, Dominic West, Kevin McKidd, Rhys Ifans & Richard Brake              |
| 2007 | La 17ème marche                            | Home             | curt - al costat de Julien Boisselier, Gilles Lellouche, Stéphane Debac & Marc Chapiteau                  |
| 2007 | Poison d'avril                             | Enginyer de so   | al costat de Olivier Gourmet, Bruno Todeschini, Anne Brochet, Patrick Descamps & Valérie Leboutte         |
| 2007 | Light My Fire                              | -                | curt - al costat de Sophie de Villenoisy & Carol Gobillot                                                 |
| 2007 | Mélodie de la dernière pluie               | -                | al costat de Léna Breban, Mathieu Demy, Julie Durand & Jean-Louis Tribes                                  |
| 2005 | Appel d'air                                | Vincent          | curt - al costat de Mélodie Marcq, Magaly Godenaire & Régis Samoudi                                       |
| 2005 | Les vagues                                 | Entrenador       | al costat de Guillaume Baché, Clémentine Célarié, Roxane Mesquida & Cris Campion                          |
| 2005 | Foon                                       | Harry            | al costat de Alexandre Brik, Morgan Perez, Benoît Pétré & Thierry Lhermitte                               |
| 2005 | La moustache                               | Servidor         | al costat de Vincent Lindon, Emmanuelle Devos, Mathieu Amalric, Hippolyte Girardot & Cylia Malki          |
| 2004 | Mot compte double                          | Denis            | al costat de Delphine Benattard, Dimitri Coste, Virginie Lanoué & Cécile Vernant                          |
| 2004 | Split                                      | -                | curt - al costat de Charles Bouchery & Isabelle Vitari                                                    |
| 2004 | Automne                                    | Guardaespatlles  | al costat de Laurent Lucas, Irène Jacob, Michel Aumont & Jean-Claude Dreyfus                              |

### Sèries de televisió
| Any  | Títol                    | Personatge      | Notes                                  |
| ---- | ------------------------ | --------------- | -------------------------------------- |
| 2015 | Spotless                 | Martin Bastiere | 10 episodis                            |
| 2010 | Agatha Christie's Poirot | Pierre Michel   | episodi "Murder on the Orient Express" |
| 2009 | Brigade Navarro          | Capitán Le Mat  | episodi "Mascarade"                    |
| 2008 | Duval et Moretti         | Alex            | episodi "Otages"                       |
| 2008 | Julie Lescaut            | Patrick         | episodi "Défendre jusqu'au bout"       |
| 2006 | L'État de Grace          | Taxista         | episodi "Combattre" - miniserie        |
| 2003 | La crème de Camera Café  | Patrick         | episodi "Le syndrome de Stokholm"      |
| 2003 | Adventure Inc.           | Nikos           | episodi "The Price of the Oracle"      |

## Premis i nominacions
| Any  | Categoria | Premi                     | Pel·lícules       | Resultat   |
| ---- | --- | ------------------------- | ----------------- | ---------- |
| 2012 | Most Promising Young Actor                                                                                              | Lumiere Award             | Les Adoptés       | Guanyador  |
| 2010 | Outstanding Performance by a Cast in a Motion Picture (al costat de Daniel Brühl, Diane Kruger, Brad Pitt...)           | Screen Actors Guild Award | Maleïts malparits | Guanyadors |
| 2010 | Best Acting Ensemble (al costat de Michael Fassbender, Diane Kruger, Mélanie Laurent, Brad Pitt, Til Schweiger...)      | Critics Choice Award      | Maleïts malparits | Guanyadors |
| 2010 | Best Ensemble (al costat de Daniel Brühl, Diane Kruger, Mélanie Laurent, Brad Pitt, Til Schweiger & Christoph Waltz)    | COFCA Award               | Maleïts malparits | Guanyadors |
| 2009 | Best Acting Ensemble (al costat de Daniel Brühl, Michael Fassbender, Diane Kruger, Mélanie Laurent, Christoph Waltz...) | PFCS Award                | Maleïts malparits | Guanyadors |
| 2009 | Best Ensemble Performance (al costat de Michael Fassbender, Diane Kruger, Mélanie Laurent, Brad Pitt & Christoph Waltz) | SDFCS Award               | Maleïts malparits | Guanyadors |
| 2023 | Goya al millor actor | Premis Goya               | As bestas         | Guanyador  |